# Elaine Morgan
Elaine Floyd, conocida como Elaine Morgan (Pontypridd, 7 de noviembre de 1920-Aberdare, 12 de julio de 2013) fue una escritora feminista británica, autora de adaptaciones para televisión y de obras sobre la antropología evolutiva. Escribió guiones para la televisión, basados en obras dramáticas, y obras de antropología biológica. Su reconocimiento se debe a haber sido la proponente y principal defensora de la llamada «hipótesis del simio acuático» sobre la cual publicó varios libros: Eva al desnudo, El mono acuático, Las cicatrices de la evolución, El origen del niño, La hipótesis del simio acuático y El darwinista al desnudo (2008). También escribió una columna periodística semanal en periódico galés Western Mail.

## Biografía
Elaine Floyd nació y se crio en Hopkinstown, cerca de Pontypridd, en Gales. Se graduó en inglés en el colegio Lady Margaret Hall, Oxford, exclusivamente femenino en aquellas fechas. Fue presidente del Oxford University Democratic Socialist Club. Se casó con Morien Morgan; tuvieron tres hijos. Su hijo mayor era Dylan Morgan. Enviudó en 1997. En 2003 comenzó a escribir una columna semanal para el periódico nacional galés Western Mail, y en 2011 recibió por ello el galardón como Columnista del Año de los Society of Editors' Regional Press Awards.
Residió durante muchos años, hasta su muerte, en Mountain Ash, cerca de Aberdare. Falleció el 12 de julio de 2013, a los 92 años.

## Hipótesis del simio acuático

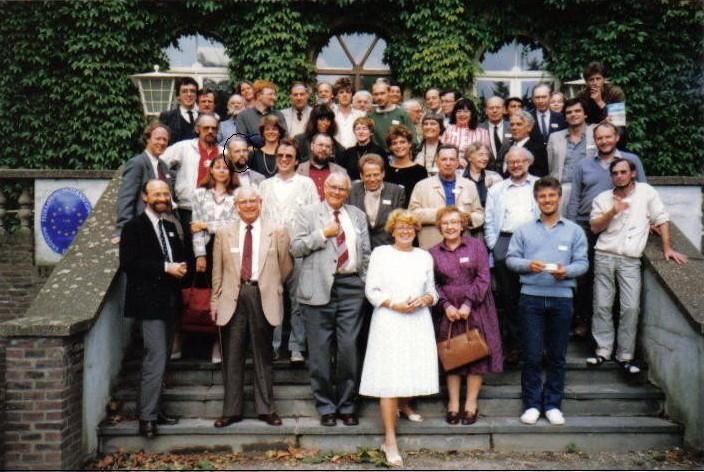
Fotografía de los delegados a la Conferencia sobre Simios Acuáticos celebrada en Valkenburg, Países Bajos, en agosto de 1987.

Aunque no contaba con estudios formales de biología o antropología, Morgan investigó sobre los orígenes del hombre y expuso públicamente su defensa sobre una fase acuática en la evolución humana llamada la hipótesis del simio acuático. Produjo varios libros explicando esta hipótesis de la teoría evolutiva como: Eva al desnudo, El mono acuático, Las cicatrices de la evolución, El origen del niño, La hipótesis del simio acuático y El darwinista al desnudo.

## Obras como guionista para la televisión
Elaine Morgan comenzó a escribir en la década de 1950 después de ganar un concurso de escritores en el New Statesman, publicado con éxito, y luego la BBC empezó a producir sus guiones para televisión.
Morgan escribió las adaptaciones de «How Green Was My Valley» (1976), «Testament of Youth» (1979) y «The Life and Times of Lloyd George» (1980). Ganó dos premios de la Academia Británica de las Artes Cinematográficas y de la Televisión - BAFTA, dos del Writers Guild of America, un Prix Italia por el guion del documental «Horizon sobre Joey Deacony. Fue galardonada con el Premio al Escritor del Año de la Royal Television Society por su adaptación de «Testament of Youth», de Vera Brittain (1979).

## Distinciones honoríficas
Fue distinguida como doctor honoris causa por la Universidad de Glamorgan en diciembre de 2006, y nombrada becaria honorífica de la Universidad de Cardiff en 2007.
En 2009 Morgan fue nombrada Oficial de la Orden del Imperio Británico —OBE, por sus siglas en inglés— por sus servicios a la literatura y la educación. Ese mismo año fue elegida Fellow of the Royal Society of Literature. En abril de 2013 fue nombrada Honorary Freeman —título similar al de «ciudadano ilustre»— de Rhondda Cynon Taf.

## Obras
Los primeros trabajos de Morgan como guionista incluyen:
- The Waiting Room: A Play for Women in One Act (Samuel French Ltd, 1958)
- Rest You Merry: A Christmas Play in Two Acts (Samuel French Ltd, 1959)
- Eli’r Teulu: Comedi Dair Act (Gwasg Aberystwyth, 1960)
- The Soldier and the Woman: A Play in One Act (Samuel French Ltd, 1961)
- Licence to Murder: A Play in Two Acts (Samuel French Ltd, 1963)
- A Chance to Shine: A Play in One Act (Samuel French Ltd, 1964)
- Love from Liz (Samuel French Ltd, 1967)

Sus obras como paleontóloga son:
- The Descent of Woman, 1972, Souvenir Press, ISBN 0-285-62063-0
- The Aquatic Ape, 1982, Stein & Day Pub, ISBN 0-285-62509-8
- The Scars of Evolution, 1990, Souvenir Press, ISBN 0-285-62996-4
- The Descent of the Child: Human Evolution from a New Perspective, 1995, Oxford University Press, ISBN 0-19-509895-1
- The Aquatic Ape Hypothesis, 1997, Souvenir Press, ISBN 0-285-63377-5
- The Naked Darwinist, 2008, Eildon Press, ISBN 0-9525620-3-0
- L'origine della donna, 2012, Castelvecchi editore, ISBN 9788876157967

Otras obras:
- Un ensayo, "The Escape Route"
- Falling Apart: The Rise and Decline of Urban Civilisation, 1976, Souvenir Press Ltd. ISBN 0-285-62234-X
- Pinker's List, 2005, Eildon Press, ISBN 0-9525620-2-2[10]